# Kontinuierliches Modell
Kontinuierliche Modelle sind Modelle, die mittels Differentialgleichungen das modellierte System beschreiben. Die kontinuierliche Simulation ermöglicht das Experimentieren mit diesen Modellen. Das Modellieren solcher Modelle ist, abhängig vom Anwendungsgebiet, mit verschiedenen Schwierigkeiten behaftet. Während im naturwissenschaftlichen und technischen Kontext die Identifikation der Gleichungen oft leichter fällt, dafür aber mathematisch sehr komplex ist, ist die Identifikation in zum Beispiel der Psychologie oder den Sozialwissenschaften sehr schwierig (dafür aber mathematisch nicht so komplex).

## Formal
Ein kontinuierliches Modell (DESS, (Differential Equation Specified System)) wird definiert durch Eingabemenge, Ausgabemenge, Zustandsmenge, die Funktion der Veränderungsrate und der Ausgabefunktion.

## Anwendungsbereiche
| Bereich                                           | Problemstellung            |                            |                              |        |  |
| Theoretische Biologie (siehe auch Systembiologie) | Analyse                    |                            |                              |        |  |
| Chemie                                            | Analyse und Regelung       |                            |                              |        |  |
| Elektronik                                        | Entwurf                    |                            |                              |        |  |
| Mechanik                                          | Entwurf und Regelung       |                            |                              |        |  |
| Sozialwissenschaften                              | Vorhersage und Spekulation | Kaufmännische Übungsfirmen | Analyse, Praxis und Regelung | u.v.m. |  |

## Beschreibungssprachen
1. Blockorientiert
2. CSSL (Continuous System Simulation Language) (1965)
3. System Dynamics
4. Modelica (1996)
5. MAST
6. VHDL-AMS